# 天堂市
天堂區，又译帕拉代斯、天堂市、天堂城、帕拉黛丝，是位於美國內華達州克拉克郡的一個人口普查指定地區，屬於廣義的拉斯維加斯地區之一部份。根據2010年人口普查，該地區的總人口在當時為223,167人。天堂區屬於非建制市鎮，因此是由克拉克郡委員會負責治理，另有天堂鎮咨詢委員會（Paradise Town Advisory Board）提供意見。天堂區是在1950年12月8日設立。
包括麥卡倫國際機場、拉斯維加斯大學，以及賭城大道的大部分區段都位於天堂區境內。實際上，許多造訪拉斯維加斯地區的遊客大多時間是在天堂區中度過，而非真正的拉斯維加斯市。但由於未建制的天堂區並不會出現在郵寄地址名稱中，因此並不為人所熟悉。美國郵政署將天堂區的所有郵遞區號導向拉斯維加斯市的郵寄地址。以區域內225,000的人口數計算，天堂區若是一個建制地區，將成為內華達州第五大城市，次於拉斯維加斯（585,000人）、亨德森（260,000人）北拉斯維加斯（229,000人）和雷諾（225,000）。天堂區是美國人口數最多的人口普查指定地區。

## 歷史
1950年時，拉斯維加斯市長厄尼·奎金（Ernie Cragin）為了取得建設預算和解決城市的債務問題，計劃將位於非建制地區的賭城大道納入城市的收稅範圍。以火鶴酒店的古斯·葛林班（Gus Greenbaum）為首，許多賭場的管理高層組成了一個團體，試圖遊說州政府長官賦予賭城大道市鎮位階，以防止拉斯維加斯在未經州政府長官認可的情況下將賭城大道納入收稅範圍。州政府長官委員會經過投票後，在1950年12月8日決定設立非建制市鎮天堂市。
1951年4月，天堂市A（Paradise A）成立，天堂市B（Paradise B）隨後在1952年1月成立。1953年，天堂市A改名為溫徹斯特（Winchester），而天堂市B更名成為目前的天堂市。

## 地理
根據美国人口调查局統計，天堂市人口普查指定地區的總面積為46.7平方英里（121平方），全部皆為陸地，並無任何水域。

## 人口
| 调查年               | 人口    | 备注 | %±     |
| -------------------- | ------- | ---- | ------ |
| 1970                 | 24,477  |      | —      |
| 1980                 | 84,818  |      | 246.5% |
| 1990                 | 124,682 |      | 47.0%  |
| 2000                 | 186,070 |      | 49.2%  |
| 2010                 | 223,167 |      | 19.9%  |
| 來源：美國人口普查局 |         |      |        |

根據2000年普查結果，天堂市共有186,070人、77,209戶，以及43,314個家庭居住其中。其人口密度為每平方英里3,947.3人（每平方公里1,524人）。區內的住宅單位總數為85,398間，平均密度為每平方英里1,811.6間（每平方公里699.5間）。各人種所占比率為白人72.51%、非裔美國人6.59%、美國原住民0.77%、亞洲人6.52%、太平洋島民0.95%、其他人種8.37%，以及來自兩個以上種族的居民占4.65%。而任何種族的西班牙裔或拉丁裔人口的占比為23.47%。
在77,209戶裡，有24.6%與18歲以下的兒童同住，其中39.7%為同居的已婚伴侶，10.5%為無婚姻的女性，43.9%為非家庭，31.9%為一人單獨居住，7.5%與65歲以上的老人同住。每戶平均人數為2.39人，每個家庭的平均人數為3.04人。
普查區內18歲以下的人口占比為21.2%，18至24歲占10.8%、25-44歲占33.3%、45歲至54歲占23.6%，65歲以上的人口則占11.1%。區內的人口年齡中位數為35。總人口男女比例為100:109.1，18歲以上人口的男女比例為100:110.0。
每戶收入的中位數為35,976美元，每個家庭的收入中位數為46,768美元。男女收入的中位數分別為31,412和25,898美元。每人平均收入為21,258美元。11.8%的人口以及8.1%的家庭收入低於貧窮線。低於18歲和65歲以上生活在貧窮線下的比例分別為15.3%和7.6%。

## 文化
- 国家核试验博物馆

## 交通
- 拉斯維加斯單軌電車
- 麥卡倫國際機場

## 資料來源
1. ↑  . 美國在台協會.   [2014-02-25]. （原始内容存档于2016-07-29）.
2. ↑  . U.S. Census Bureau, American Factfinder.   [2012-03-13]. （原始内容存档于2013-09-11）.
3. ↑  Kanigher, Steve. . Las Vegas Sun. 2003-07-18  [2012-10-08]. （原始内容存档于2017-09-28）.
4. 1 2  Moehring, Eugene P. . University of Nevada Press. 2000: 87  [2014-02-25]. ISBN 0-87417-356-6. （原始内容存档于2016-05-03）.
5. ↑  . United States Census Bureau.   [2010-07-17]. （原始内容存档于2012-03-25）.
6. ↑  . United States Census Bureau.   [2008-01-31].

## 外部連結
- 天堂市咨詢委員會網站

36°4′55″N 115°7′29″W / 36.08194°N 115.12472°W